# Volta (flod)
 For alternative betydninger, se Volta. (Se også artikler, som begynder med Volta)
Volta er en vestafrikansk flod. Den udspringer i Burkina Faso, der tidligere hed Øvre Volta. Den løber gennem Ghana ud i Guineabugten.
Flodens tre grene kaldes Hvide Volta, Sorte Volta og Røde Volta (se billedet), eller Nakambe, Mouhoun og Nazinon. 
Voltasøen i Ghana er dannet ved opdæmning af Volta.
- Wikimedia Commons har flere filer relateret til Volta (flod)

8°38′55″N 0°58′57″V / 8.648741°N 0.982618°V